# 天津京剧院
天津京剧院，是中国国家重点京剧院团之一，成立于1995年8月28日。由成立于1956年的原天津市京剧团和成立于1970年的天津市京剧三团组建而成 。位于天津市河西区体院北环湖中路6号。
2006年被文化部评为“国家重点京剧院团”。现任院长王平，隶属于天津市文化局。除了天津市外，经常还赴上海、台北等地出演。

## 表演家
天津京剧院年代久远，此前优秀的艺术家有杨宝森、厉慧良、张世麟、周啸天、丁至云、林玉梅、杨荣环、杭于和、周子厚、杨宝忠、王则昭、赵慧秋、马少良、杨乃彭、李经文、李莉、邓沐玮、康万生、张学敏等。现有  京剧表演家有王艳、凌珂、赵华、吕洋、黄齐峰、闫虹羽、赵芳媛、李宏、王嘉庆、窦骞。